# Granacka Ławka

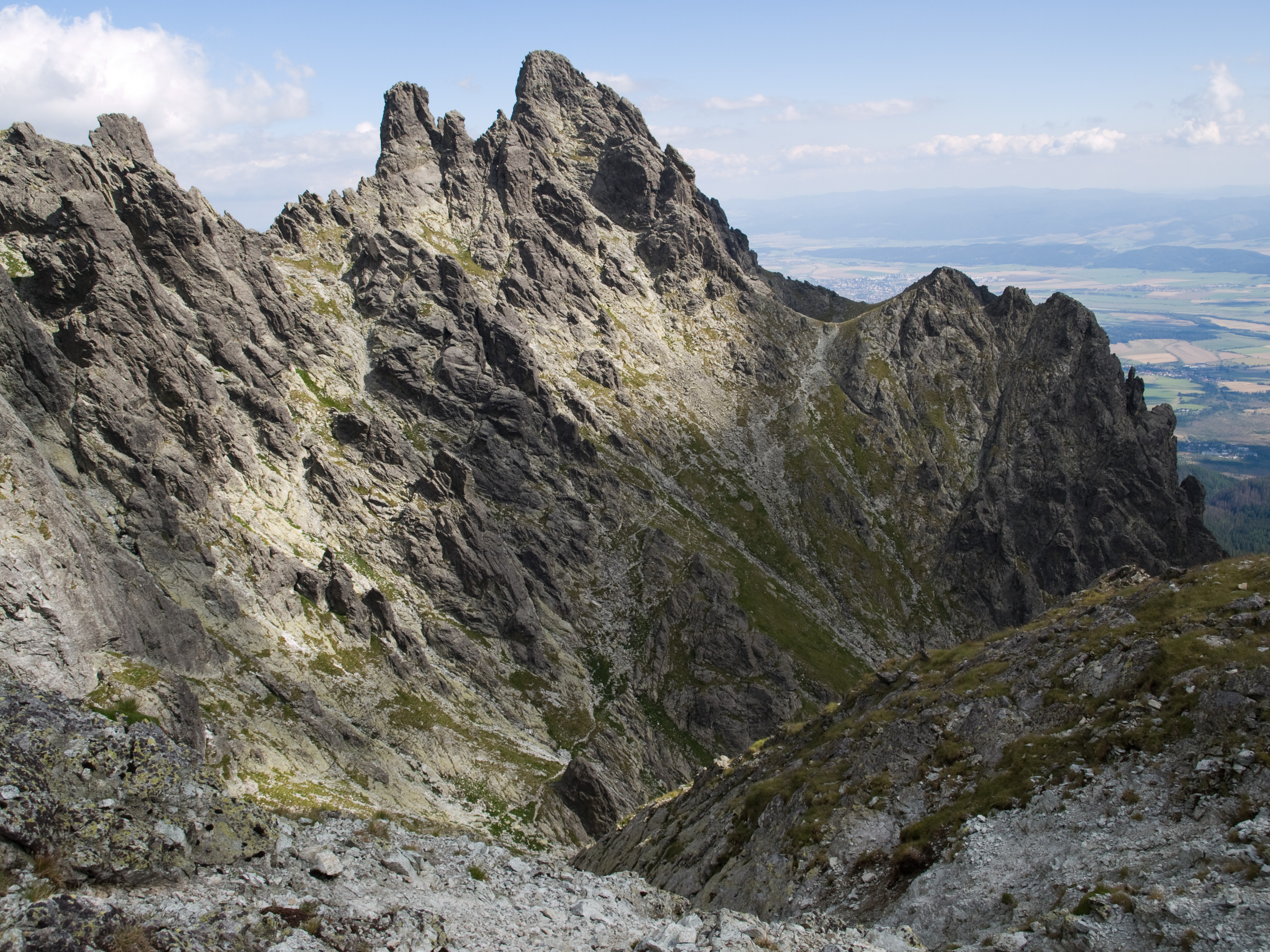
Granacka Ławka prowadząca przez Wyżni Granacki Przechód – widok z Podufałego Przechodu

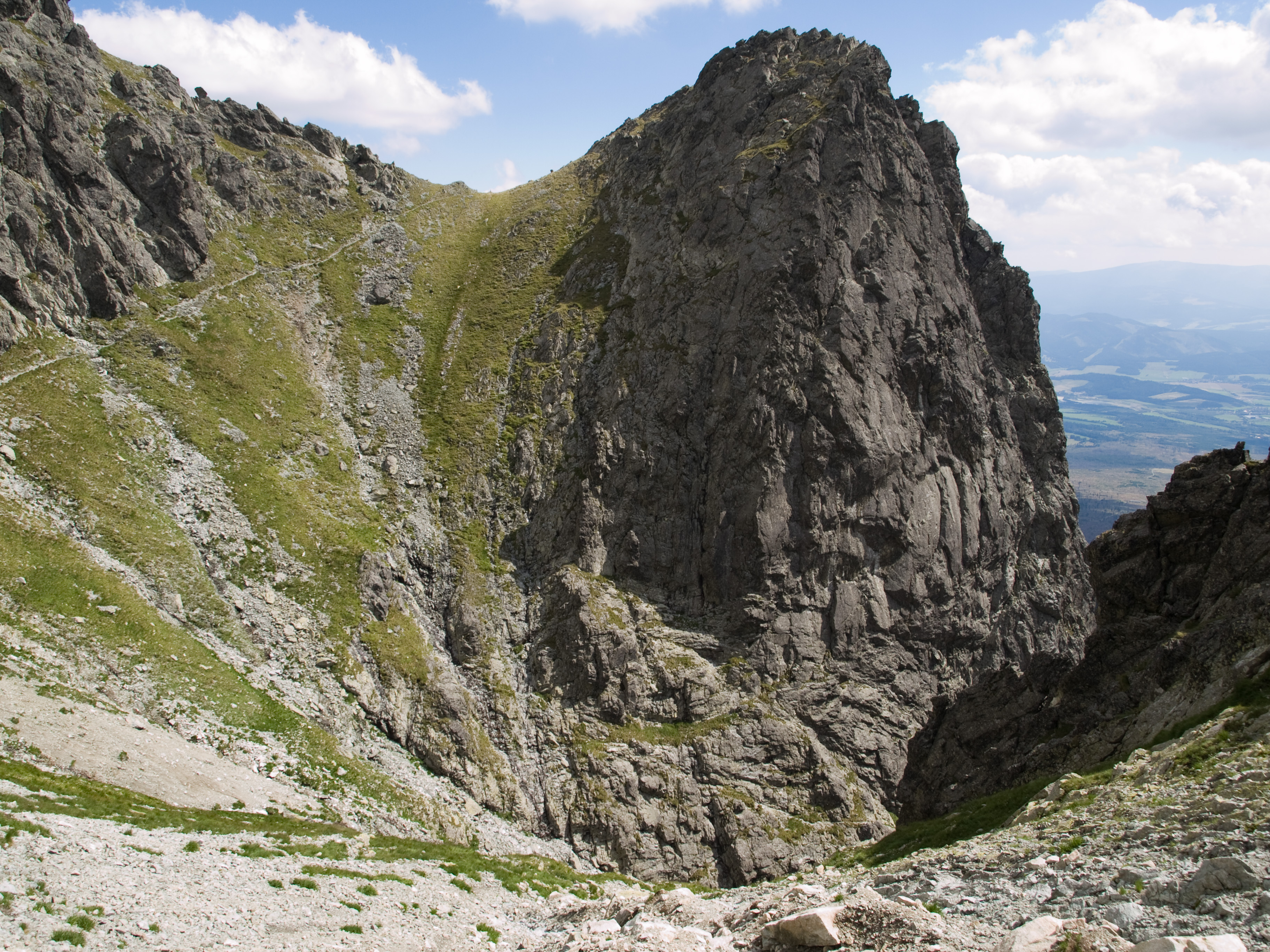
Granacka Ławka z Dwoistym Przechodem oraz Wielicka Baszta ponad Dwoistym Kotłem

Granacka Ławka (słow. Granátová lávka) – długi ciąg trawiasto-skalistych i trawiastych zachodów i półek w słowackich Tatrach Wysokich, oddzielający od siebie dwie części masywu Granatów Wielickich (Velické Granáty): wyższe Granackie Turnie (Granátové veže) i niższe Granackie Baszty (Granátové steny).

## Opis
Granacka Ławka rozpoczyna się w Dolinie Wielickiej, w okolicach Wyżniej Wielickiej Polany. Stamtąd wiedzie stromo w górę, by poprowadzić w poprzek całego masywu Granatów Wielickich. Początkowo formacja kieruje się na północ, w dalszym odcinku skręca na północny zachód. Ściany i żebra Granackich Turni opadają prosto do Granackiej Ławki, natomiast Granackie Baszty, wznoszące się nisko ponad systemem zachodów, do dna Doliny Wielickiej opadają urwistymi, wysokimi skałami. Na całym swoim odcinku Granacka Ławka stanowi więc naturalną granicę pomiędzy częściami masywu Granatów Wielickich, położoną mniej więcej w połowie jego wysokości.
Nazwa Granackiej Ławki i całych Granatów Wielickich związana jest z kamieniami półszlachetnymi – granatami, które występowały dawniej licznie pod ścianami grzbietu od strony Doliny Wielickiej.

## Przebieg
Granacka Ławka prowadzi od Wyżniej Wielickiej Polany kolejno przez następujące przełęcze:
- Niżni Wielicki Przechód, oddzielający Małą Wielicką Strażnicę od grani Niedźwiedzich Czub (Velické hrby),
- Wyżni Wielicki Przechód, oddzielający Wielką Wielicką Strażnicę od Wielickiej Kopy (Velická kopa),
- Dwoisty Przechód (Dvojité sedlo, ok. 2190 m), oddzielający Wielicką Basztę (Velická stena) od Dwoistej Turni (Dvojitá veža),
- Niżni Granacki Przechód (Nižné Granátové sedlo) o dwóch siodłach, oddzielający Małą Granacką Basztę (Granátová vežička) od Wielkiej Granackiej Turni (Veľká Granátová veža),
- Wyżni Granacki Przechód (Vyšné Granátové sedlo, ok. 2230 m), oddzielający Wielką Granacką Basztę (Granátová stena) od Wielkiej Granackiej Turni,
- Podufały Przechód (Opálové sedlo, ok. 2280 m), oddzielający Podufałą Basztę (Opálová stena) od Podufałej Turni (Opálová veža),
- Zwalisty Przechód (Westerovo sedlo, ok. 2280 m), oddzielający Zwalistą Basztę (Westerova stena) od Zwalistej Turni (Westerov štít)[3].

Pomiędzy wspomnianymi przełęczami położone są trzy kotły lodowcowe, których wyższe piętra trawersuje ścieżka. Są to Dwoisty Kocioł (pomiędzy Dwoistym a Niżnim Granackim Przechodem), Granacki Kocioł (pomiędzy Wyżnim Granackim a Podufałym Przechodem) i Kwietnikowy Kocioł (pomiędzy Podufałym a Zwalistym Przechodem).
Zwalista Turnia nie należy już do masywu Granackich Turni, jednak Zwalisty Przechód ze Zwalistą Basztą tworzą naturalne przedłużenie Granackiej Ławki i Granackich Baszt w kierunku północno-zachodnim. Za Zwalistym Przechodem Granacka Ławka trawersuje masyw Zwalistej Turni i kończy się w okolicach Obłazowej Przełęczy, natomiast droga biegnąca nią dotąd wyprowadza przez szereg kolejnych siodełek na Polski Grzebień (Poľský hrebeň).
Przejście Granacką Ławką należy do bardziej oryginalnych w Tatrach. Jest dostępne nie tylko dla taterników, ale i dla doświadczonych turystów wysokogórskich, jednak jedynie w towarzystwie wykwalifikowanego przewodnika. Orientacja w terenie stanowi spore wyzwanie, a ścieżka prowadzi pośród wysokich urwisk. W razie złej pogody trudności, zarówno techniczne, jak i orientacyjne, zwielokrotniają się.